# سفيان جيلالي
سُفيان جِيلالي رجل سياسي جزائري وأحد رموز المعارضة السيّاسية في الجزائر، رئيس لحزب جيل جديد منذ 2011 ومنسحب من حزب التجديد.
ولد في 16 سبتمبر 1958 بالبليدة في بيت جدّه لأمّه، والتي تعرف بعائلة «بوالشيخ»، وهو ثالث إخوته الأربع (شقيقتين تكبرنه سنا وشقيق أصغر). في الثاني من نوفمبر 2013 وخلال تجمع شعبي برياض الفتح الجزائر العاصمة، الجزائر، عبر عن نيته في الترشح للانتخابات الرئاسية في أفريل 2014.

## السيرة الذاتية
ينحدر «سفيان جيلالي» من عائلة عاصمية مثقفة وعريقة (آل الجيلالي)، وهي امتداد لنسل العلامة البارز الشيخ «عبد الرحمان الجيلالي». نشأ في حي العناصر (الرويسو سابقا) في أعالي العاصمة، والده «جعفر»، كان يدير كشكا لبيع التبغ والجرائد، وهو العمل الذي ورثه عن أبيه الشّهيد (جد سفيان جيلالي) الذي اغتالته منظمة الجيش السري الفرنسية عام 1962.
زاول دراسته الابتدائية بمدرسة (ميرابو) بالرويسو ثم التحق بثانوية (الثعالبية) بحسن داي، حيث أنهى دراسته الثانوية بثانوية (الإدريسي) المتواجدة بساحة أول ماي حاليا. مارس رياضة الفروسية خلال فترة شبابه حيث توج بطلا للجزائر سنة 1975 وبطلا مغاربيا في تونس عام 1978، ولأن مشواره كان حافلا بعشرات الانتصارات في جولات تنافسية عديدة كان لممارسته هذه الرياضة الأثر البالغ في اختيار تخصصه الدراسي في الجامعة. «سفيان جيلالي» أب لـ 04 أطفال، من بينهم ابنتين أنجبتا من زواجه الأول.

## التكوين العلمي
بعد حصوله على شهادة البكالوريا، التحق بالمدرسة الوطنية للبيطرة بالحراش وكان الأول على دفعته المتخرجة سنة 1982، ليلتحق بعدها بمدرسة البيطرة بألفور بفرنسا حيث زاول تربصه بقسم تشريح الأمراض والأنسجة الذي يديره البروفيسور (بارودي) وموازاة مع ذلك التحق بجامعة (جوسيو بباريس الدائرة رقم 06) حيث واصل دراسته لنيل شهادة الدراسات التطبيقية والتي حصل عليها سنة 1983، الأمر الذي حفزه ومكنه من التسجيل في ذات الجامعة لمزاولة دراسات عليا لنيل شهادة الدكتوراه درجة ثالثة والتي حصل عليها فعلا بدرجة «امتياز خاص» سنة 1985.
بعدها، واصل دراسته لنيل شهادة دكتوراه دولة بالتعاون مع معهد باستور في باريس والتي توج بها سنة 1988.
نشرت له العديد من المجلات العلمية الشهيرة أبحاثه وأعماله في مجال البيولوجيا والريتروفايروس (أحد الفيروسات المسببة لمرض السيدا)، حيث درس من خلال ذلك أنماط تكاثر هذا الفيروس والخلايا التي يستهدفها كما وضح كيفية تكاثر الأجسام المضادة ذات الخلية الأحادية وذلك من أجل تحديد فصيلة الكريات اللمفاوية الخاصة بالنظام المناعي.
أثناء إقامته بباريس نشر مجموعة من المقالات الموجهة لعامة الناس بصفته صحفي مختص في الشؤون العلمية وذلك من خلال الصحيفة المتخصصة «الأسبوع البيطري»، وبعد عودته إلى الجزائر عين كأستاذ مساعد في جامعة البليدة ورئيسا لقسم البيطرة بنفس الجامعة.
في 1990 أنشأ مؤسسة صغيرة مختصة في الأدوية ومن ثم حاول إطلاق مشروع إنتاج اللقاحات البيطرية ولكن العراقيل البيروقراطية تسببت في إجهاض هذا المشروع رغم أن ثلاث أنواع من اللقاحات قد تم صنعها وهي جاهزة للتسويق، من بينها اللقاح الموجه لمعالجة مرض جدري الأغنام.

## المسار الفكري والسياسي
في سنة 1989 استجاب لنداء حزب التجديد الجزائري بغرض اقتحام الحياة السياسية في فترة كانت الجزائر تواجه عاصفة الأزمة، حينها قرر مغادرة الجامعة والتفرغ منذ جوان 1990 لخدمة شؤون الأمانة العامة للحزب، ومنذ ذلك شارك في العديد من الاستحقاقات الانتخابية سواء بصفته مرشحا (مثلما كان عليه الأمر بالنسبة للانتخابات التشريعية لعام 1991 وعام 1997) أو بصفته مدير للحملة الانتخابية أثناء رئاسيات 1995 ومحليات 1997.
في ماي 1999 قدم سفيان جيلالي استقالته من منصبه في حزب التجديد بسبب خلافه مع رئيس الحزب آنذاك ، وبعدها حاول تأسيس جمعية تحت اسم (حركة الحريات والتنمية) لكن أثناء انعقاد الجلسات التأسيسية جوبه برفض طلب اعتماد جمعيته من طرف وزارة الداخلية.
في سنة 2001 حاول مع مجموعة من أصدقائه السياسيين بمختلف اتجاهاتهم وحساسياتهم تأسيس حزب البديل لكن السلطة رفضت الترخيص لعقد مؤتمره التأسيسي. وكنتيجة لقيام السلطة بغلق المجال السياسي لم يبقَ أمامه سوى الكتابة والتأليف كخيار وحيد لمواصلة نضاله السياسي، حيث نشر سنة 2002 أول كتاب بعنوان «الجزائر، دولة في طريق البناء»، كما نشر العديد من المقالات في الصحف الوطنية.
ومنذ سنة 2009 أسس موقعا على شبكة الإنترنيت على شكل منتدى ديمقراطي، ومنذ نهاية سنة 2010 قام مع مجموعة من أصدقائه السياسيين بالشروع في تحضير أرضية لتأسيس حزب سياسي تحت اسم «جيل جديد» ، حيث تم عقد اجتماعه التأسيسي في المنطقة المسماة «مقطع خيرة» الكائنة بالقليعة ولاية تيبازة. وفي 13 أفريل 2011 تم الإعلان عن تأسيس الحزب الذي ظهر تحت وقع ضغوطات ثورات الربيع العربي التي أجبرت السلطة على فتح المجال السياسي، وعليه قام الحزب بعقد مؤتمره التأسيسي في 3 مارس 2012 الذي تم من خلاله انتخاب السيد سفيان جيلالي رئيسا للحزب.